# Black & White (whisky)

Marchio Black & White

Black & White è un marchio di proprietà della multinazionale Diageo con cui è commercializzato uno Scotch whisky di tipo blended, ossia una miscela di whisky scozzesi.

## Storia
Originariamente era prodotto dalla ditta londinese James Buchanan & Co Ltd, fondata da James Buchanan, con il nome di House of Commons (Camera dei Comuni), di cui il termine Black & White era il soprannome per via dei colori dell'etichetta, per poi essere adottato come marchio ufficiale. La rappresentazione del marchio, raffigurante uno Scottish terrier ed un West Highland white terrier seduti, fu ideata da Buchanan stesso nell'ultimo decennio del XIX secolo.
Nel 1968 Black & White incappò in un importante caso di violazione di marchio tra la Maier Brewing Co. e la Fleischmann Distilling Corp., quando un birrificio iniziò a commercializzare birra sotto il nome di Black and White. Dopo una serie di fusioni e acquisizioni che hanno coinvolto tra le altre anche Dewar's, Distillers Company e Guinness (formando la United Distillers), il marchio è tuttora proprietà della Diageo. Attualmente, il marchio è commercializzato all'interno del Regno Unito.

## Nella cultura di massa

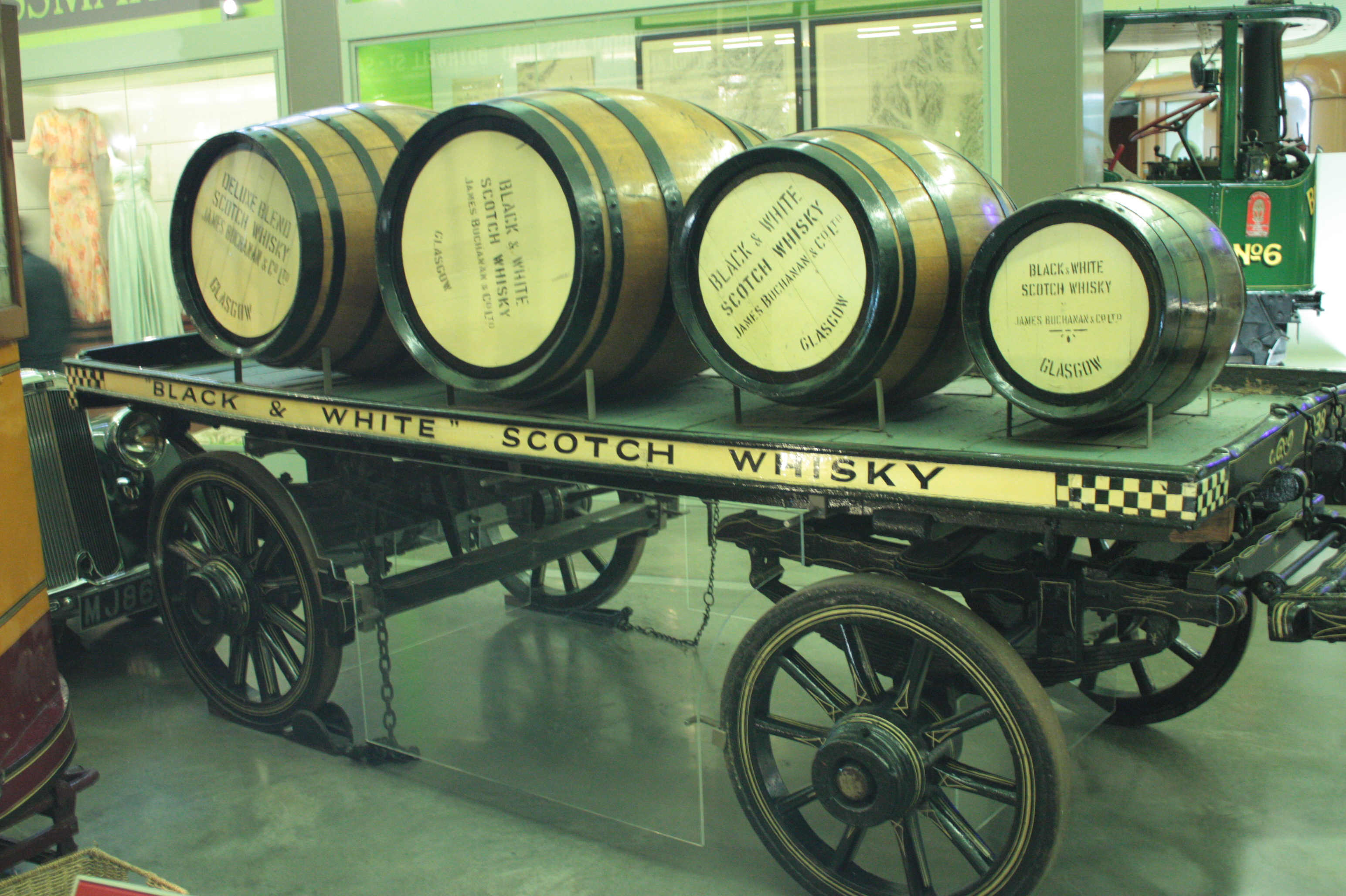
Barili di Black & White su un carro al Riverside Museum di Glasgow

- Una bottiglia di Black & White è visibile su un tavolo in un bar nel film La fuga di Tarzan.
- James Bond beve Black & White nel romanzo Moonraker di Ian Fleming.
- Nel film Agente 007 - Licenza di uccidere, James Bond condivide una bottiglia con Felix Leiter e Quarrel nel Bar Pussfella.
- Nel romanzo L'uomo dal vestito grigio di Sloan Wilson, Tom Rath beve un Black & White.
- Nel film Il gran lupo chiama, Black & White è il whisky cui Cary Grant è attaccato.
- Nel film La Dolce Vita, Marcello Mastroianni beve Black & White con suo padre e l'amico paparazzo.
- Il fisico Richard Feynman beveva Black & White, come descrisse nel suo libro Surely You're Joking, Mr. Feynman!.
- Herbert Kilpin, co-fondatore e primo allenatore del Milan, dichiarò che "l'unico modo per dimenticare un gol concesso era bere un sorso di roba forte"; a quanto si dice Kilpin teneva una bottiglia di Black & White in un buco dietro la porta per occasioni come questa.[3]